# Rešetylivský rajón
Rešetylivský rajón (ukrajinsky Решетилівський район) byl rajón v Poltavské oblasti na Ukrajině. Hlavním městem byla Rešetylivka a rajón měl přibližně 26 tisíc obyvatel. 

## Sídla v rajónu
- Rešetylivka